# Андрющенко Володимир Кузьмович
Воло́димир Дми́трович Андрю́щенко — командир 44-го стрілецького полку 42-ї стрілецької дивізії 49-ї армії Другого Білоруського фронту, Герой Радянського Союзу.

## Життєпис
Українець, походить з селянської родини. 1936 року закінчив середню школу в Житомирі. Жовтнем 1937 року призваний до РА; 1939-го закінчив навчання в Одеському піхотному училищі. Брав участь у радянсько-фінській війні. 1941-го закінчив курси командного складу «Вистріл».
У боях німецько-радянської війни брав участь з січня 1942 року, тричі поранений. Відзначився 23 червня 1944 року при форсуванні річки Проня та 26 червня — Дніпра біля села Плещиці Шкловського району Могильовської області. Протягом 23-28 червня 1944-го 44-й стрілецький полк під керівництвом Андрющенка з боями пройшов понад 80 кілометрів, зайнявши 39 населених пунктів.
Після закінчення війни продовжив службу в РА. 1947 року закінчив військову академію ім. Фрунзе, 1954-го — військову академію Генерального штабу ЗС СРСР ім. Фрунзе. Працював у центральному апараті міністерства оборони СРСР. З 1983 року перебував у запасі. Помер у Москві, похований на Кунцевському кладовищі.

## Нагороди
- Герой Радянського Союзу (21 липня 1944, № 3589)
- орден Леніна
- Орден Вітчизняної війни I ступеня
- два ордени Червоної Зірки
- орден «За службу Батьківщині у Збройних силах СРСР» III ступеня
- іноземні ордени
- медалі